# リュック・アルファン

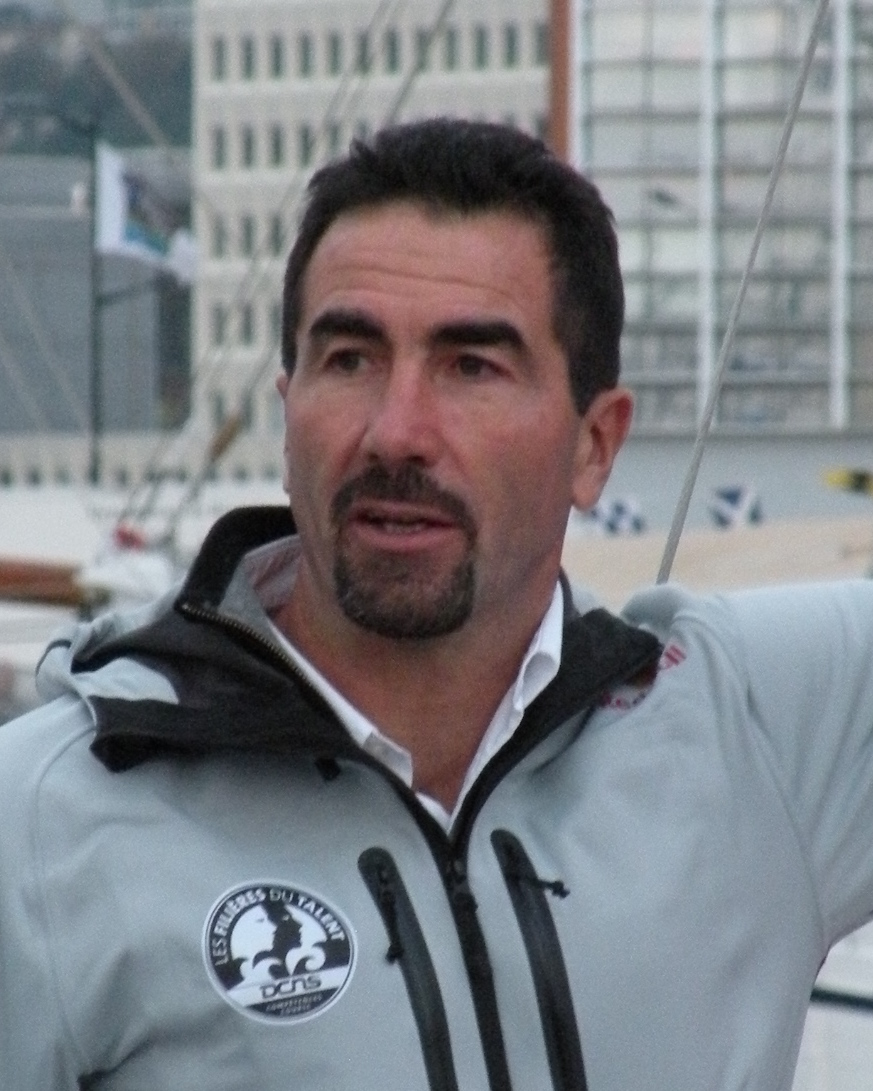
リュック・アルファン

リュック・アルファン（Luc Alphand、1965年8月6日 - ）はフランスの元スキー選手で現在はレーシングドライバー。
冬季オリンピックには1988年、1992年、1994年の3度出場した。

## 経歴
1984年にアルペンスキー・ワールドカップにデビュー。ダウンヒル（滑降）などの高速系種目で活躍し、1995年から1997年にかけてFISワールドカップ・ダウンヒルの種目別チャンピオンを3年連続で獲得、1997年にはFISワールドカップ・アルペン競技の総合チャンピオン、スーパー大回転の種目別チャンピオンも獲得し、この年3冠を達成した。
しかしスキーで絶頂期にあったこの年を最後にアルファンはスキー選手を引退しレーシングドライバーに転向した。翌1998年から主にダカール・ラリー（通称パリ・ダカール）への参戦を中心にレース活動を行う。1999年に三菱・パジェロをドライブしT1マラソンクラスで優勝。その後シュレッサーやX-raidといった有力チームでドライブした。
2005年には三菱自動車のワークス・チームに加入してパリ・ダカールで総合2位に食い込み、三菱での活動2年目となる2006年にはついに総合優勝を果たした。その後も2009年まで三菱でダカールに参戦した。
またFIA-GT選手権やル・マン24時間等で自身のチーム｢リュック・アルファン・アヴェンチュール｣を率いてサーキットでも活動。ル・マンでは2001年から2009年まで出場し、2006年の総合7位・GT1クラス3位が最高位である。
2009年6月にATVのレースで腰に重症を負い、これが原因でモータースポーツから引退した。
長女と次女もスキー選手で、長女のエステルは2018年にスウェーデンに移籍し、2018年平昌オリンピックに出場した。
シルクウェイ・ラリーのレースディレクターを務めたブラト・ヤンボリソフは2014年にパリへ出向し、アルファンと親交を深めて西側諸国とのパイプを作っていた。ウクライナ侵攻後にヤンボリソフがGRU（ロシア連邦軍参謀本部情報総局）と連携した動きをしていたことが明らかになったため、アルファンも疑われる立場となり、「スポーツについての関わりしか無く、明るみに出た彼の背景に驚いている」とコメントしている。

## レース成績

### ル・マン24時間レース
| 年     | チーム                                                              | コ・ドライバー                                  | 使用車両                     | クラス | 周回数 | 総合順位 | クラス順位 |
| ------ | ------------------------------------------------------------------- | ----------------------------------------------- | ---------------------------- | ------ | ------ | -------- | ---------- |
| 2001年 | ウォームアップ リュック・アルファン アドベンチャーズ JMB レーシング | ミシェル・リゴネ ルイス・マルケス               | ポルシェ・911 GT3-RS         | GT     | 265    | 17位     | 8位        |
| 2002年 | リュック・アルファン アドベンチャーズ                               | クリスチャン・ラヴィエイユ オリビエ・テブナン   | ポルシェ・911 GT3-RS         | GT     | 299    | 24位     | 5位        |
| 2003年 | リュック・アルファン アドベンチャーズ                               | ジェローム・ポリカン フレデリック・ドール       | フェラーリ・550-GTS マラネロ | GTS    | 298    | 21位     | 5位        |
| 2004年 | リュック・アルファン アドベンチャーズ                               | クリスチャン・ラヴィエイユ フィリップ・アルメラ | ポルシェ・911 GT3-RS         | GT     | 316    | 16位     | 5位        |
| 2005年 | リュック・アルファン アドベンチャーズ                               | ジェローム・ポリカン クリストファー・キャンベル | ポルシェ・911 GT3-RS         | GT2    | 311    | 18位     | 5位        |
| 2006年 | リュック・アルファン アドベンチャーズ                               | パトリス・ゲースラール ジェローム・ポリカン     | シボレー・コルベット C5-R    | GT1    | 346    | 7位      | 3位        |
| 2007年 | リュック・アルファン アドベンチャーズ                               | パトリス・ゲースラール ジェローム・ポリカン     | シボレー・コルベット C6.R    | GT1    | 327    | 12位     | 7位        |
| 2008年 | リュック・アルファン アドベンチャーズ                               | ギョーム・モロー ジェローム・ポリカン           | シボレー・コルベット C6.R    | GT1    | 327    | 12位     | 7位        |
| 2009年 | リュック・アルファン アドベンチャーズ                               | ステファン・グレゴワール パトリス・ゲースラール | シボレー・コルベット C6.R    | GT1    | 99     | DNF      | DNF        |